# 박천동
박천동(朴千東, 1966년 3월 20일~)은 대한민국의 정치인으로, 제5·7대 울산광역시 북구청장(민선 6·8기)이다. 2014년 전국동시지방선거에서 울산 북구청장에 당선되었다. 2018년 선거에서는 낙선하였고, 2022년 선거에 다시 출마해 재선되었다.

## 학력
- 송정초등학교 졸업
- 대현중학교 졸업
- 1980~1983 울산고등학교 졸업
- 1984~1991 동의대학교 경영학 학사 졸업
- 1995~1998 동의대학교 대학원 경영학 석사 졸업
- 1998~2001 동의대학교 대학원 경제학 박사 수료

## 경력
- 2002. 7.~2006. 6. 제3대 울산광역시의회 의원
  - 제3대 울산광역시의회 산업건설위원회 부위원장
- 재단법인 울산광역시 중소기업종합지원센터 이사
- 울산광역시 장애인 복지정책공동체 운영위원회 위원
- 2004. 3.~2014. 2. 울산과학대학교 겸임교수
- 대한경영학회 부회장
- 2006. 7.~2010. 3. 제4대 울산광역시의회 의원
  - 제4대 울산광역시의회 산업건설위원회 위원장
- 2008. 1.~2014. 6. 자연보호중앙연맹 울산광역시북구협의회 회장
- 사단법인 해병대 울산 북구지회 수석부회장
- 2014. 7.~2018. 6. 제6대 민선 6기 울산광역시 북구청장
- 2020. 3.~2020. 9. 미래통합당 울산시당 대한민국 바로잡기 선거대책위원회 자문
- 2021. 12.~ 국민의힘 울산시당 북구 자문위원
- 2022. 7.~ 제7대 민선 8기 울산광역시 북구청장
- 2023. 7.~ 국민의힘 울산시당 북구당협위원장 직무대행

## 역대 선거 결과
|  | 58.60% |

|  | 58.64% |

|  | 44.94% |

|  | 32.54% |

|  | 50.60% |